# 雅蜜·哥坦姆
雅蜜·哥坦姆（印度語：यामी गौतम，1988年11月28日—）是印度女演員，曾演出不同語言，包括旁遮普語、泰米尔语及印地語的電影。她先在印度的電視廣告及肥皂劇出現、2010年開始拍攝電影並在2012年拍攝了她首套寶萊塢電影《精子捐贈者》   (Vicky Donor)。該電影使哥坦姆的表演備受讚賞。
2013年，《精子捐贈者》為她帶來多項提名，其中有印度電影觀眾獎的最佳女新人。哥坦姆最終贏得國際印度電影大獎頒獎禮的最佳女新人殊榮。

## 外部連結
- 雅蜜·哥坦姆在互联网电影资料库（IMDb）上的資料（英文）
- 雅蜜·哥坦姆的Instagram帳戶